# This Time - The First Four Years
This Time – The First Four Years è la prima raccolta ufficiale del gruppo britannico dei Culture Club, pubblicata, su etichetta Virgin Records, nel 1987, l'anno dopo il primo scioglimento ufficiale della band, avvenuto praticamente all'indomani dell'uscita del loro quarto album, "From Luxury to Heartache" (1986). Vero e proprio Greatest Hits, This Time - The First Four Years comprende, nella versione in vinile, esclusivamente i 12 grandi successi maggiori della band, fino ad allora promossi come singoli nei vari paesi del mondo, escludendo tutti i successi minori e, ovviamente, i flop. L'unica traccia non disponibile su tale formato è la popolarissima ballata Black Money (originariamente sul secondo album "Colour by Numbers", di cui ben 6 dei 10 brani originari sono confluiti sulla compilation del 1987), che avrebbe in realtà dovuto costituire il 45 giri promozionale della raccolta, ma che alla fine non vide mai la luce come tale. Oltre a più della metà dei brani tratti da "Colour by Numbers", il disco include un'ampia selezione di brani da tutti gli album fino ad allora commercializzati dai Culture Club: il vendutissimo lavoro di debutto "Kissing to Be Clever" (che produsse tre singoli entrati nella Top Ten americana, primo album d'esordio a raggiungere l'àmbito traguardo, dopo il primo leggendario disco dei Beatles, negli anni sessanta) e i meno fortunati "Waking Up with the House on Fire" e "From Luxury to Heartache", rispettivamente terzo e quarto album, che collezionarono una hit e due flop ciascuno. La collezione comprende infine la traccia portante tratta dalla colonna sonora del film "Electric Dreams", la  ballata Love Is Love (singolo di successo soprattutto in Giappone e in Italia).
La versione del CD e quella della cassetta presentano due brani in più: il remix di I'll Tumble 4 Ya e il lungo medley che unisce i remix di It's A Miracle e Miss me Blind. Sia il primo remix che il medley, entrambi connotati come «U.S. 12" Remix» ottennero un grandissimo successo negli Stati Uniti. Naturalmente, tutte le versioni di This Time - The First Four Years contengono i due singoli Numero 1 mondiali dei Culture Club: la morbida ballata reggae Do You Really Want to Hurt Me e la filastrocca con sfumature country Karma Chameleon. Quest'ultima è stata il singolo più venduto di tutta l'annata 1983 nel Regno Unito. Entrambi i pezzi hanno raggiunto la vetta di quasi tutte le classifiche del mondo, tra il 1982 (anno del trionfo inglese di Do You Really Want to Hurt Me) e il 1984 (quando Karma Chameleon ha raggiunto la vetta delle classifiche americane).

## Informazioni sui brani e sui relativi album
- Karma Chameleon - Ha raggiunto la vetta della classifica inglese dei singoli nell'autunno del 1983, diventando una hit mondiale (disco d'oro in Francia e Nuova Zelanda, disco di platino in Svezia e triplo platino in Canada), e vendendo 1.300.000 copie nel solo Regno Unito. Tratta dall'album "Colour by Numbers", disco d'oro in Messico, Paesi Bassi, Spagna, Belgio, Germania e Italia, doppio disco d'oro in Francia, Norvegia e Svezia, disco di platino in Giappone, triplo platino in Australia, Nuova Zelanda e USA, e ben dieci volte disco di platino in Canada! "Colour by Numbers" ha venduto complessivamente quasi 5.000.000 di copie in tutto il mondo, piazzandosi tra i 100 album più venduti degli anni ottanta (al numero 89, secondo le stime congiunte della RIAA americana e della BPI inglese).
- Church of the Poison Mind - Anch'esso tratto da "Colour by Numbers", questo singolo è stato pubblicato diversi mesi prima dell'album, raggiungendo il Numero 2 nel Regno Unito, e restandovi per due settimane, nell'aprile del 1983.
- Miss Me Blind - Questa traccia non è mai stata pubblicata come singolo in Gran Bretagna, ma nell'aprile del 1984 ha raggiunto il Numero 5 negli Stati Uniti, rappresentando il sesto successo consecutivo piazzato dai Culture Club nella Top 10 americana.
- Time (Clock of the Heart) - Mai fino al 1987 inclusa su nessun album europeo della band, questa canzone è salita sul gradino più basso del podio nella classifica inglese, nel periodo di Natale del 1982. Pubblicato come séguito della prima hit mondiale dei Culture Club, Do You Really Want to Hurt Me, il pezzo è stato inserito nell'edizione americana del primo album, "Kissing to Be Clever", che ha ottenuto un grandissimo successo in tutto il mondo, in particolar modo in Canada, dove ha conquistato il triplo disco di platino.
- It's a Miracle - Questo singolo è salito fino al Numero 4 in Gran Bretagna, nella primavera del 1984. Negli USA, è uscita anche la versione 12" di questo brano, mixata in un medley assieme a Miss Me Blind, la cosiddetta It's a Miracle/Miss Me Blind «U.S. 12" Remix», inclusa nell'edizione CD/MC della raccolta di successi. Entrambi i brani tratti da "Colour by Numbers".
- Black Money - Originariamente inclusa su "Colour by Numbers", questa popolare canzone non è mai stata pubblicata su singolo. La sua uscita in tale formato era programmata per il mese di aprile del 1987, contemporaneamente all'uscita del Greatest Hits, ma con i Culture Club appena scioltisi al termine del 1986 e in pessimi rapporti, e a causa dei numerosi impegni di Boy George, alle prese con la promozione del suo primo album solista, "Sold", la pubblicazione del singolo è stata, in un primo momento, soltanto rinviata, finché, quando è risultato chiaro il disinteresse da entrambe le parti, la sua uscita è stata definitivamente cancellata.
- Do You Really Want to Hurt Me - Questa è la traccia che ha reso familiare il nome di Boy George, trasformando i Culture Club in uno dei gruppi più famosi del mondo, dall'oggi al domani. Si tratta del terzo singolo pubblicato dalla band (i primi due, White Boy e I'm Afraid of Me, non erano andati oltre il Numero 114 e il Numero 100, rispettivamente), che, dopo aver raggiunto il Numero 1 nella madrepatria, scalò le classifiche di mezzo mondo, raggiungendo ufficialmente la vetta in almeno 17 paesi. Tratta da "Kissing to Be Clever".
- Move Away - Il primo singolo ad essere estratto dall'album "From Luxury to Heartache", è stato un successo minore (secondo gli abituali standard della band), arenandosi nelle posizioni più basse della Top Ten, e non andando oltre il Numero 7 nel marzo del 1986.
- I'll Tumble 4 Ya - Originariamente inclusa su "Kissing to Be Clever", ha rappresentato il terzo singolo consecutivo dei Culture Club nella Top 10 americana. Il brano, mai uscito come singolo nel Regno Unito, è stato pubblicato in America anche nella versione 12" (sottotitolata «U.S. 12" Remix» e inserita soltanto sulla versione CD/MC del Greatest Hits), diventando anch'essa piuttosto popolare.
- Love Is Love - Mai pubblicata come singolo nella madrepatria, questa canzone è stata una hit per i Culture Club in Giappone e in Italia. Tratta dalla colonna sonora del film "Electric Dreams", che riscosse un grande successo, contenente anche un brano cantato dalla corista storica della band, Helen Terry. La versione italiana del singolo contiene sul lato B Mistake No. 3, l'unica ballata inclusa sul terzo album, "Waking Up with the House on Fire", pubblicata come singolo indipendente in America, ma mai in Gran Bretagna, e accompagnata da uno dei videoclip più suggestivi del gruppo.
- The War Song - Raggiungendo il Numero 2 nel mese di ottobre del 1984, questo pezzo è diventato il settimo Top 5 consecutivo per i Culture Club nel Regno Unito. Tratto da "Waking Up with the House on Fire", disco d'oro in Francia, cinque volte oro in Giappone, disco di platino in Australia e Nuova Zelanda, e doppio platino in Canada.
- Victims - Quando questa ballata storica ha raggiunto su singolo il Numero 3 nel periodo di natale del 1983, nonostante i pochissimi passaggi radio, i Culture Club avevano trascorso 36 settimane nella classifica inglese dei singoli durante quell'annata. Tratta da "Colour by Numbers".

## Tracce
1. "Karma Chameleon" - 4:01 (O'Dowd/Hay/Craig/Moss/Pickett)
2. "Church of the Poison Mind" - 3:31 (O'Dowd/Hay/Craig/Moss)
3. "Miss Me Blind" - 4:29 (O'Dowd/Hay/Craig/Moss)
4. "Time (Clock of the Heart)" - 3:43 (O'Dowd/Hay/Craig/Moss)
5. "It's a Miracle" - 3:25 (O'Dowd/Hay/Craig/Moss/Pickett)
6. "Black Money" - 5:19 (O'Dowd/Hay/Craig/Moss)
7. "Do You Really Want to Hurt Me" - 4:24 (O'Dowd/Hay/Craig/Moss)
8. "Move Away" - 4:10 (O'Dowd/Hay/Craig/Moss/Pickett)
9. "I'll Tumble 4 Ya" - 2:35 (O'Dowd/Hay/Craig/Moss)
10. "Love Is Love" - 3:52 (O'Dowd/Hay/Craig/Moss)
11. "The War Song" - 3:59 (O'Dowd/Hay/Craig/Moss)
12. "Victims" - 4:55 (O'Dowd/Hay/Craig/Moss)
13. "I'll Tumble 4 Ya" (U.S. 12" Remix) - 4:40 (O'Dowd/Hay/Craig/Moss) [CD/MC bonus track]
14. "It's a Miracle/Miss Me Blind" (U.S. 12" Remix) - 9:12 (O'Dowd/Hay/Craig/Moss/Pickett) [CD/MC bonus track]

## Credits

### Formazione/Musicisti
- Boy George: voce e testi
- Roy Hay: chitarre, tastiere, sitar, synth guitar
- Mickey Craig: basso
- Jon Moss: batteria e percussioni
- Helen Terry: cori principali e voce femminile solista
- per gli altri musicisti, vedi i primi quattro album dei Culture Club e la pagina su Roy Hay

### Staff/Produzione
- Steve Levine: produzione tranne 7
- Arif Mardin, Lew Hahn: produzione 7
- Assorted iMaGes: copertina
- David Levine, Jamie Morgan, Mark LeBon, Kate Garner, Stevie Hughes: fotografia
- Mitaka: traduzione giapponese libretto
- per gli altri membri dello staff e della produzione, vedi i primi quattro album dei Culture Club e la pagina su Roy Hay

## Dettagli pubblicazione
| Paese | Data | Etichetta | Formato | N° Catalogo |
| UK    | 1987 | Virgin    | CD      | CDVTV 1     |
|       |      |           | MC      | MCVTV 1     |
|       |      |           | LP      | VTV 1       |